# Angelo Spina
Angelo Spina (Colle d'Anchise, 13 novembre 1954) è un arcivescovo cattolico italiano, dal 14 luglio 2017 arcivescovo metropolita di Ancona-Osimo.

## Biografia
Nasce a Colle d'Anchise, in provincia di Campobasso ed arcidiocesi di Campobasso-Boiano, il 13 novembre 1954 in una famiglia di commercianti.

### Formazione e ministero sacerdotale
Nel 1968 entra nel seminario minore di Campobasso, dove consegue il diploma, ed inizia gli studi filosofico-teologici presso lo studentato dei padri cappuccini. Dal 1974 frequenta il triennio teologico al seminario maggiore di Benevento; al termine degli studi riceve il baccalaureato maxima cum laude. Ottiene la specializzazione in teologia morale presso la Pontificia facoltà teologica dell'Italia meridionale dei gesuiti, a Posillipo.
Nel 1977 è ordinato diacono dall'arcivescovo Alberto Carinci, mentre il 5 gennaio 1980 presbitero, nel suo paese natale, dall'arcivescovo Pietro Santoro.
Dopo l'ordinazione è parroco a Campochiaro e San Polo Matese (fino al 1999) ed insegnante di religione al liceo scientifico di Bojano. Dal 1985 è responsabile per la formazione degli insegnanti di religione delle scuole elementari del Molise. Nel 1996 è nominato vicario episcopale per il Giubileo del 2000 e per la pastorale. Nel 1999 diventa parroco della concattedrale di Bojano e presidente dell'associazione «Amici del Consultorio "La Famiglia"», mentre dal 2000 è anche responsabile del «Centro Famiglie Incontro». Nel 2003 è nominato vicario episcopale per la missione diocesana e, nel 2004, vicario episcopale del santuario dell'Addolorata di Castelpetroso.

### Ministero episcopale
Il 3 aprile 2007 papa Benedetto XVI lo nomina vescovo di Sulmona-Valva; succede a Giuseppe Di Falco, dimessosi per raggiunti limiti di età. Il 9 giugno successivo riceve l'ordinazione episcopale, nel santuario dell'Addolorata di Castelpetroso, dall'arcivescovo Armando Dini, co-consacranti l'arcivescovo Antonio Nuzzi ed il vescovo Giuseppe Di Falco. Il 23 giugno prende possesso della diocesi, nella cattedrale di San Panfilo.
Nel 2009 indice l'anno giubilare celestiniano. Presso la Conferenza episcopale Abruzzo-Molise ricopre il ruolo di delegato per il laicato, la cultura e le comunicazioni sociali.
Il 14 luglio 2017 papa Francesco lo nomina arcivescovo metropolita di Ancona-Osimo; succede al cardinale Edoardo Menichelli, dimessosi per raggiunti limiti di età. Il 1º ottobre prende possesso dell'arcidiocesi nella cattedrale di San Ciriaco. Il 29 giugno 2018 riceve da papa Francesco, nella basilica di San Pietro in Vaticano, il pallio, che gli viene imposto dal nunzio apostolico Emil Paul Tscherrig il 13 settembre seguente.
Il 18 settembre 2019 è eletto vicepresidente della Conferenza episcopale marchigiana.

## Genealogia episcopale
La genealogia episcopale è:
- Cardinale Scipione Rebiba
- Cardinale Giulio Antonio Santori
- Cardinale Girolamo Bernerio, O.P.
- Arcivescovo Galeazzo Sanvitale
- Cardinale Ludovico Ludovisi
- Cardinale Luigi Caetani
- Cardinale Ulderico Carpegna
- Cardinale Paluzzo Paluzzi Altieri degli Albertoni
- Papa Benedetto XIII
- Papa Benedetto XIV
- Cardinale Enrico Enriquez
- Arcivescovo Manuel Quintano Bonifaz
- Cardinale Buenaventura Córdoba Espinosa de la Cerda
- Cardinale Giuseppe Maria Doria Pamphilj
- Papa Pio VIII
- Papa Pio IX
- Cardinale Alessandro Franchi
- Cardinale Giovanni Simeoni
- Cardinale Vincenzo Vannutelli
- Cardinale Giovanni Battista Nasalli Rocca di Corneliano
- Cardinale Marcello Mimmi
- Arcivescovo Giacomo Palombella
- Cardinale Michele Giordano
- Arcivescovo Armando Dini
- Arcivescovo Angelo Spina

## Araldica
| Stemma | Descrizione |
| ------ | --- |
|        | In alto i tre anelli uniti indicano la comunione tra le Tre Divine Persone: il Padre, il Figlio e lo Spirito Santo. Dio è comunione di persone, Dio è amore. In basso i tre monti, oltre che un collegamento geografico tra i monti del Molise, terra di provenienza, e quelli dell'Abruzzo, terra di adozione, sono un esplicito richiamo ai luoghi dell'Alleanza di Dio con l'uomo: il Monte Sinai dove Dio dona le dieci Parole dell'Amore, il monte delle Beatitudini dove Gesù dona la Legge nuova dello Spirito, il monte Calvario dove Gesù, sulla Croce, dona se stesso per la nuova ed eterna alleanza. La croce, con il sole luminoso alle spalle, indica Cristo Sposo della Chiesa Sposa, simboleggiata dalla stella. Il motto "IN CARITATE CONIUNCTI" "uniti nell'amore", esplicita il nostro essere uniti a Dio e l'essere uniti tra noi con la grazia del suo amore.          |
|        | In alto in rosso i tre anelli uniti indicano la comunione tra le Tre Divine Persone: il Padre, il Figlio e lo Spirito Santo. Dio è comunione di persone, Dio è amore. In basso i tre monti, oltre che un collegamento geografico tra i monti del Molise, terra di provenienza, e quelli dell'Abruzzo, terra di adozione, sono un esplicito richiamo ai luoghi dell'Alleanza di Dio con l'uomo: il Monte Sinai dove Dio dona le dieci Parole dell'Amore, il monte delle Beatitudini dove Gesù dona la Legge nuova dello Spirito, il monte Calvario dove Gesù, sulla Croce, dona se stesso per la nuova ed eterna alleanza. La croce, con il sole luminoso alle spalle, indica Cristo Sposo della Chiesa Sposa, simboleggiata dalla stella. Il motto "IN CARITATE CONIUNCTI" "uniti nell'amore", esplicita il nostro essere uniti a Dio e l'essere uniti tra noi con la grazia del suo amore. |